# Georg von Frundsberg

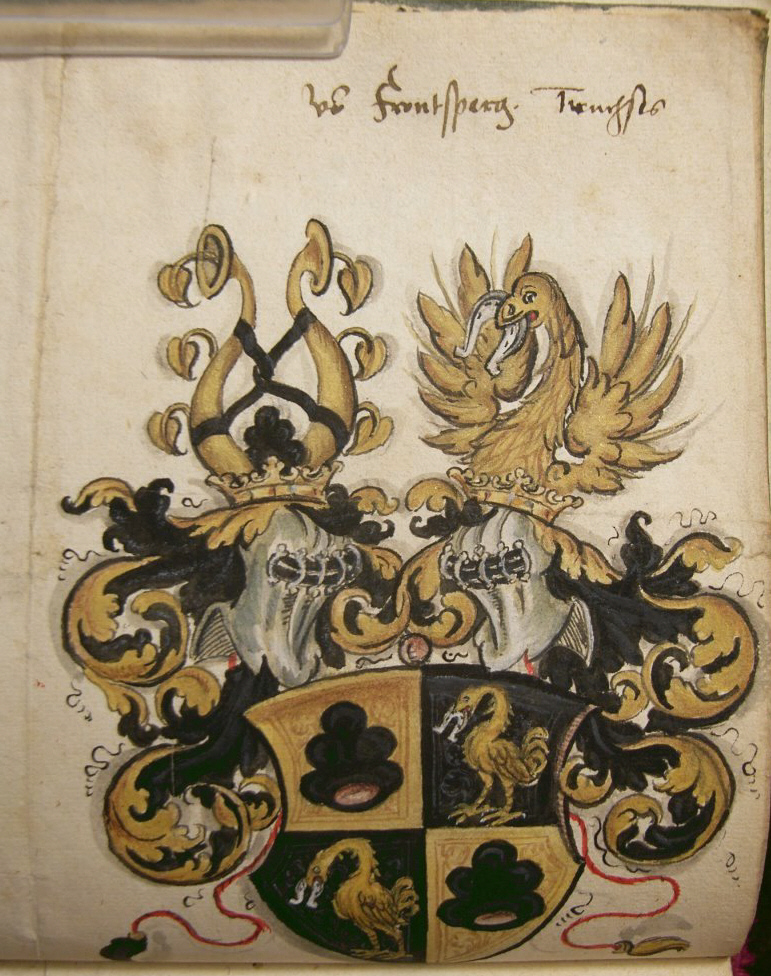
Stemma dei Frundsberg, XVI secolo

(Francesco Guicciardini - Storia d'Italia, lib. 17 cap. 14)
Georg von Frundsberg (Mindelheim, 24 settembre 1473 – Mindelheim, 20 agosto 1528) è stato un condottiero tedesco e comandante-riformatore dei lanzichenecchi al servizio della dinastia imperiale austriaca degli Asburgo.

## Biografia
Georg nacque da Ulrich von Frundsberg, capitano della Lega sveva e dalla moglie Barbara von Rechberg da una famiglia di nobili tirolesi stabilitasi nello Oberschwaben, che annoverava anche tra i suoi esponenti il principe vescovo di Trento Udalrico III.
Combatté per l'imperatore Massimiliano I contro gli svizzeri nella guerra dell'Engadina del 1499 e nello stesso anno venne mandato ad assistere Ludovico Sforza, duca di Milano, contro i francesi.
Mentre era ancora al servizio di Massimiliano, prese parte nel 1504 alla guerra per la successione del ducato di Baviera-Landshut. Si distinse nella battaglia di Ratisbona. L'imperatore Massimiliano I lo nominò personalmente cavaliere. Successivamente, combatté anche in Olanda.
Convinto della necessità di un corpo di fanteria scelta composto da tedeschi, Frundsberg assisté l'imperatore nella costituzione dei lanzichenecchi, divenendo, in seguito, comandante dei lanzichenecchi nei paesi meridionali dell'Impero. Da allora, Frundsberg condusse ininterrottamente una vita di battaglie, combattendo per l'Impero e per gli Asburgo. Nel 1509 partecipò alla guerra contro la Repubblica di Venezia, distinguendosi nella difesa di Verona da numerosi attacchi.
Dopo una breve visita in Germania, tornò in Italia, dove tra il 1513 e il 1514 conquistò gloria e onori grazie alle sue imprese contro i veneziani e i francesi. Raggiunta la pace tornò in Germania e, nel 1519, alla testa della fanteria della Lega sveva contribuì a cacciare il duca Ulrico di Württemberg, dal suo ducato.
Durante la Dieta di Worms nel 1521, spese parole di incoraggiamento nei confronti di Martin Lutero e durante la guerra d'Italia del 1521-1526, Frundsberg condusse l'armata imperiale in Piccardia. Nel 1525 ottenne la sua più famosa vittoria nella battaglia di Pavia.
Comandò i lanzichenecchi sino a poco prima del famoso sacco di Roma del 1527 dopo aver intrapreso un'ardita spedizione lungo la penisola italiana. Morì di colpo apoplettico nel suo castello di Mindelheim nell'agosto del 1528.

## La spedizione in Italia del 1526-1527

### Il passaggio in Val Vestino di 14.000 lanzichenecchi
L'aristocratico tedesco Georg von Frundsberg è considerato tutt'oggi uno dei più grandi, per valore e crudeltà, comandanti di truppe di ventura del 1500 ed il suo nome è legato alla Val Vestino poiché in un giorno di novembre del 1526, seppur anziano (aveva compiuto i 53 anni d'età) e malato, proveniente dal sud della Germania, vi transitò al comando dei suoi fedeli lanzichenecchi con l'intenzione di conquistare la penisola e la “novella Babilonia”, la città dei papi, compiendo un'impresa militare che per le sue epiche imprese rimarrà per sempre nella storia italiana con il nome del "sacco di Roma".
Il 22 maggio del 1526, a Cognac, Francesco I stipulò con il papa Clemente VII, con Firenze, con Francesco Maria Sforza, duca di Milano, e coi veneziani, una lega per scacciare gli imperiali di Carlo V dall'Italia, detta alleanza fu soprannominata Lega Santa. La guerra fu condotta fiaccamente dagli alleati della Lega. L'esercito confederato, comandato dal generale Francesco Maria I della Rovere, duca di Urbino, superiore a quello imperiale per uomini e mezzi, avrebbe potuto in poco tempo infliggere una pesante sconfitta agli spagnoli concentrati a Milano, invece tentennò concedendo all'avversario il tempo di rafforzarsi e riorganizzarsi.
Il 14 luglio Francesco Maria Sforza capitolò. Il 25 i pontifici furono sconfitti dai senesi, alleati degli imperiali. Il 20 settembre il cardinale Pompeo Colonna, nemico del papa e spinto da Carlo V con promesse di denaro, costrinse il pontefice con le armi a rifugiarsi in Castel Sant'Angelo e a sottoscrivere una tregua di quattro mesi con l'imperatore. Il 23 settembre, il Della Rocca con un esercito poderoso di ventimila uomini espugnò la facile Cremona invece di prendere Genova, già accerchiata dalle navi di Andrea Doria e dei veneziani.
Nel frattempo più a nord, in Baviera nel castello di Mindelheim nei pressi di Monaco di Baviera, il capitano di ventura Georg von Frundsberg, si apprestava a muovere in Italia in soccorso degli alleati spagnoli assediati in Milano.

### Un soldato tutto d'un pezzo

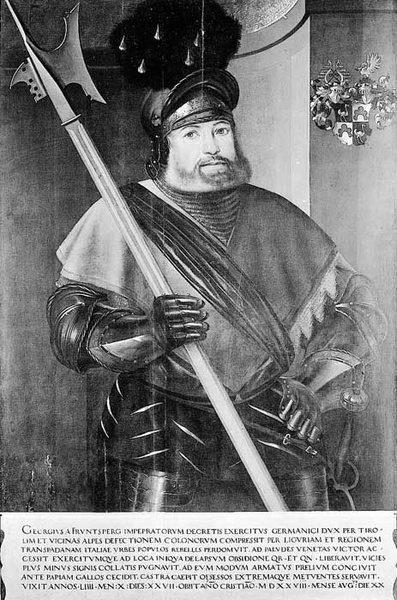

Georg von Frundsberg aveva partecipato negli anni precedenti, come comandante dei lanzichenecchi, ad innumerevoli combattimenti sul suolo italiano meritandosi la fama di essere il più grande per esperienza, capacità e brutalità fra tutti i capitani tedeschi allora in attività.  Pietro Verri, nella sua Storia di Milano, annota: 
Nel 1509 al soldo del re Luigi XII di Francia, il Frundsberg operò alla difesa di Verona. Nel 1511 con 1 200 fanti piuttosto male in ordine fu alla battaglia di Casalecchio di Reno, in cui venne sbaragliato Francesco Maria I della Rovere. Due anni dopo, nel 1513, passò dalla parte degli spagnoli e nella battaglia di Creazzo alla testa di un quadrato di 3 000 lanzichenecchi, contribuì efficacemente alla vittoria sui veneziani di Bartolomeo d'Alviano.
Nel 1516 si trovò nuovamente alla difesa di Verona con Marco Sittich e affiancò Marcantonio Colonna, allorché i veneziani portarono un violento attacco a porta Vescovo. Nel 1522 fu assoldato dagli Sforza con 6 000 uomini e partecipò, nell'aprile, alla battaglia della Bicocca, dove i suoi “lanzi” si scontrarono con il quadrato degli svizzeri di Alberto Pietra.
Collocato nello schieramento centrale, respinse con il fuoco degli archibugi i nemici, che subiranno la perdita di 1 000 uomini ancor prima di venire in contatto con i suoi fanti. Nel combattimento morirono 3 000 svizzeri con 22 capitani; il Frundsberg fu ferito ad una coscia da un colpo di picca. Quando i francesi si diedero alla fuga, i suoi uomini invece di inseguirli secondo gli ordini ricevuti dal generale Fernando Francesco d'Avalos, non si mossero reclamando il versamento di tre paghe arretrate! Fu alla conquista ed al sacco di Genova. Nel 1524, al servizio dell'Impero, scese in Lombardia, da Merano, alla testa di 6 000 mercenari per contrastare i francesi nelle terre franche.
Nel gennaio del 1525 scese nuovamente dal Tirolo per la valle dell'Adige diretto a Lodi, con 2 000 uomini, 5 000 cavalli tedeschi e 300 cavalli borgognoni. Partecipò alla famosa battaglia di Pavia comandando la retroguardia con 28 compagnie di “lanzi”; sconfisse i mercenari di Giovanni delle Bande Nere uccidendo i loro comandanti, il duca Riccardo di Suffolk e Longmanno di Augusta, cui un suo soldato tagliò la mano carica di anelli. Nel maggio, dello stesso anno, fu richiamato nel Trentino, per far fronte nella Valle di Non e nella valle di Sole alla rivolta dei contadini contro i nobili e l'alto clero.

### La partenza verso l'impresa

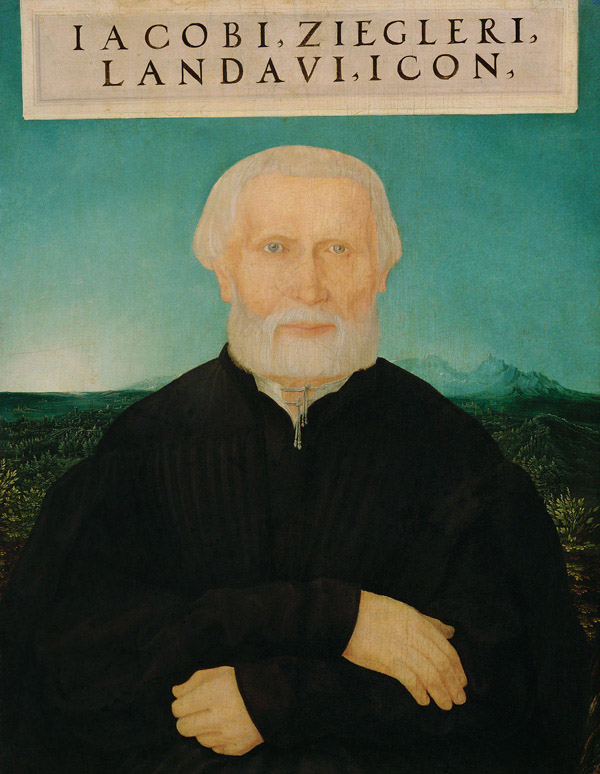
Il teologo Jacob Ziegler ritratto da Wolf Huber nel 1532, influenzò il Frundsberg nell'attuare la spedizione in Italia nel 1526.

Domata nel luglio 1526 la rivolta dei contadini a Radstadt, impegnò i suoi castelli ed i suoi possedimenti, compreso il maniero di Mindelheim e i gioielli della moglie Anna: ne ricavò 38 000 fiorini che gli consentirono di assoldare un buon numero di fanti svevi, franconi, bavaresi e tirolesi, in totale circa 14 000 uomini più 3 000 donne al seguito, cui diede uno scudo a testa. A capo delle sue soldatesche pose il figlio Melchiorre, il cognato conte Ludovico Lodron, il conte Cristoforo di Eberstein, Alessandro di Cleven, Niccolò di Fleckenstein, Alberto di Freiberg, Corrado di Bemelberg, detto “il piccolo Hess”, Nicola Seidenstuker, Giovanni di Biberach e Sebastiano Schertlin.
In ottobre si mosse verso sud e acquartierò tutte le truppe tra Merano e Bolzano ove fu raggiunto da altri 4 500 fanti, che avevano lasciato Cremona con Corradino di Clurnes. Il 2 novembre tenne a Bolzano il consiglio di guerra con i suoi fidati ufficiali nella casa “Drexel”, sul fiume Muster, di proprietà di Elias Draxl, ricco mercante, ove fu decisa la partenza per l'impresa nei giorni seguenti.
Il 12 novembre l'armata, formata da 36 “bandiere”, mosse da Trento. Il Frundsberg pagò i suoi uomini con denari e panni e, per sviare la curiosità delle spie venete che controllavano da vicino ogni suo movimento, fece preparare zattere e barche, come per prendere la strada di Verona e forzare le relative chiuse. Di seguito, puntò apparentemente verso la Valsugana e Bassano del Grappa, ma astutamente, al contrario, si diresse, attraversando il Buco di Vela, verso Vezzano e più giù ancora a Castel Campo, Passo del Durone, Tione, Condino, Storo e Lodrone ove giungerà il 14 sostando tre giorni in attesa dell'arrivo di tutte le forze.

### L'arrivo nella Valle del Chiese
L'arrivo dei tedeschi nella piana del Chiese creò una forte preoccupazione nell'apparato militare veneto che cercava in ogni modo di contrastare la minaccia verso la Repubblica controllando l'accesso a Bagolino, alla Valle Sabbia, tramite il munitissimo bastione della Rocca d'Anfo, e alla Riviera del Garda con milizie rurali capovallesi arroccate sul monte Stino. La Rocca d'Anfo era ben rifornita di viveri e presidiata da oltre mille fra archibugieri e schioppettieri al comando di Giovanni Antonio Negroboni detto “di Valtrompia”, mentre Battista di Martinengo dal suo quartier generale di Lavenone sorvegliava l'accesso alla Valle Sabbia, il ponte di Vestone e per suo ordine l'altro ponte d'Idro fu distrutto e vi ordinò il presidio di cento uomini comandati da Vincevo Guiazzo.
Informatori e spie furono sollecitate dai provveditori di scoprire le intenzioni del nemico e in special modo il percorso che intendeva seguire per raggiungere la pianura. Nello schieramento opposto invece, il conte Antonio Lodron, mediante una lettera ai consoli di Gargnano, cercava astutamente di sviare con delle false informazioni la curiosità di costoro prospettando una discesa dell'armata sulla Riviera del Garda attraverso la Val Vestino, queste informazioni le traiamo dai famosi "Diari" del cronista veneziano Marin Sanudo:
"Alli spettabili et egregi consuli et homeni de Gargnano amici carissimi, in Gargnano. Comun et homeni de Gargnano amici carissimi, etc. Vi adviso vogliati far fare pane più che potete, che vi sarà pagato ogni cosa, et deportatevi de amici verso de nui che non siemo per farvi dispiacer alcuno, et mandate uno messo da mi senza fallo, et state securi che non vi serà fatto oltraggio alcuno, et dove mi ritrovarò mi haverete per bon amico. Non altro. Et zercate di far li fatti vostri prudentemente. Domani passeremo de lì senza strepito alcuno se non ci molestate de fugire robe alcune, che non vi sarà tolta cosa alcuna. Et di questo stative di bona voglia, che vi prometto la fede mia esservi conservati. Data in Lodron, 15 novembre 1526. Vostra buon amico. Antonio conte di Lodron"....»
(Marin Sanudo - I Diarii 1496-1533, tomo 28)
A partire dal 16 novembre, con i primi movimenti delle avanguardie tedesche, giungevano i dettagliati rapporti al capitano di Brescia, Pietro Mocenigo, da parte del comandante Battista di Martinengo, spedito in tutta fretta a guardia dei confini col Trentino con i suoi 300 miliziani:
(Marin Sanudo - I Diarii 1496-1533, tomo 28)

### Su per i selvaggi monti della Val Vestino
Il Frundsberg, privo di artiglierie, vista l'impossibilità di superare con un unico assalto le difese della Rocca d'Anfo, consigliato dal cognato il conte Ludovico Lodron e da Antonio Lodron, che conoscevano i luoghi a menadito e disponevano di guide sicure, nel pomeriggio del giorno 15, ma non prima di aver comandato una manovra diversiva di alcuni reparti verso la Rocca d'Anfo come a far intendere di voler passare di là, inerpicò, non visto dai veneziani, le prime avanguardie della sua ciurmaglia su sentieri alle spalle del castello di San Giovanni di Bondone tra gole scoscese e dirupi da camosci puntando, attraverso il monte Stino, su Capovalle.

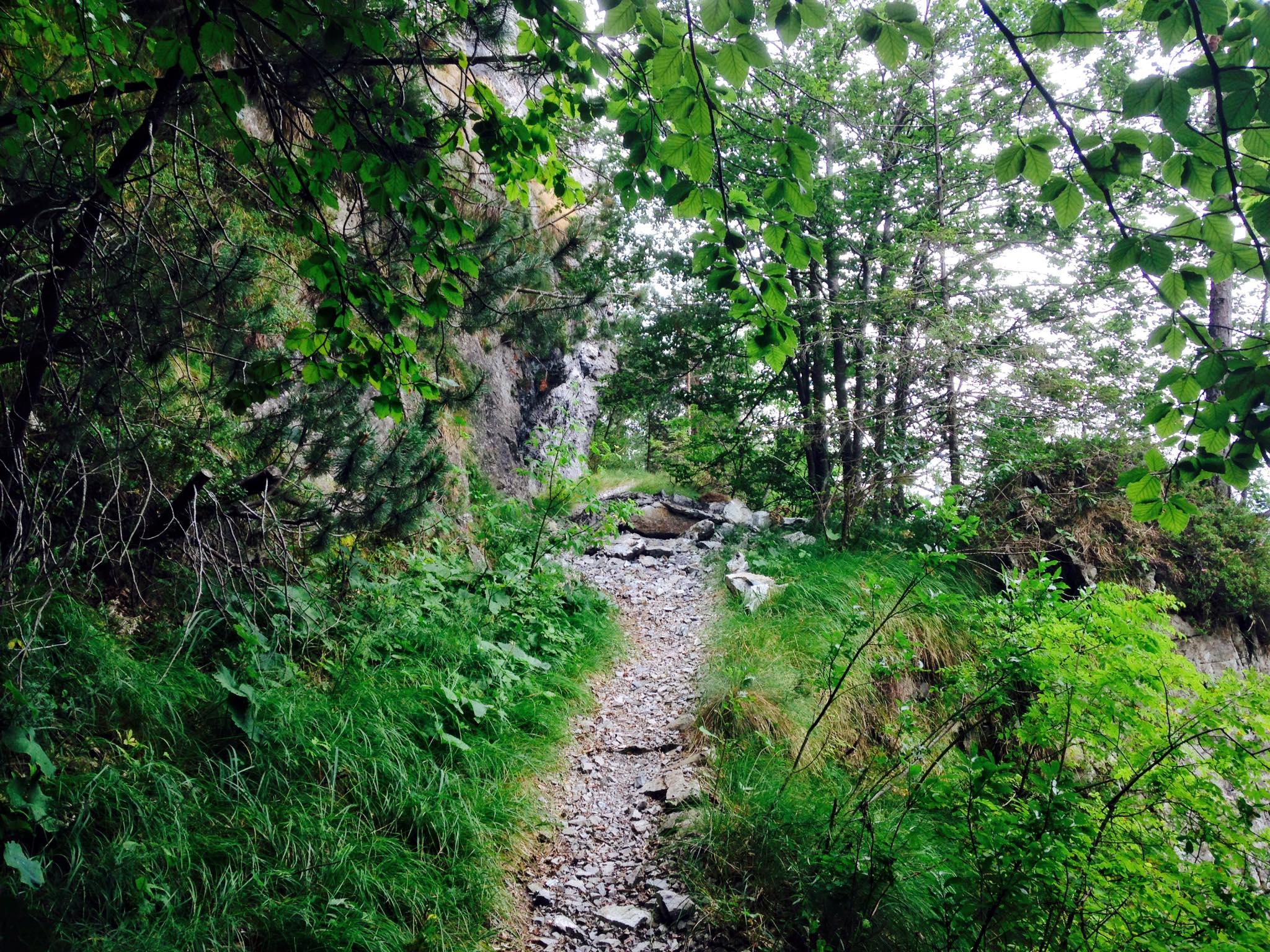
Scorcio del "sentiero della Calva" in Val Vestino

Il Frundsberg s'incamminò solo all'alba del 17, seguito dal suo fido segretario Adam Reusner (1496-1582), lungo l'accidentato tracciato che attraverso il monte Calva, Bocca Cocca conduce al monte Cingolo Rosso e che ancor oggi viene indicato come il “sentiero della Calva”. Nella vallata di Piombino, in territorio comunale di Moerna, attraversò un burrone assai impegnativo spesso portato a spalle dai suoi uomini. In tutto il tragitto due “lanzi” tenevano le loro lunghe alabarde a mo' di parapetto proteggendolo da eventuali cadute mentre altri lo tiravano avanti per il corpetto e uno dietro lo spingeva. Tra la testa e la coda della colonna vi era quindi oltre una giornata di distanza.
Alcuni ricercatori si chiedono ancora oggi come mai il Frundsberg per raggiungere la pianura Padana non scelse il più semplice itinerario attraverso la Bocca di Valle-Bersone-Turano o Moerna e poi scendere giù nella valle del Toscolano fino a Maderno invece che inerpicarsi lungo un tracciato atto solo ai camosci o a contrabbandieri. Una prima ipotesi ce la fornisce il professor Richard von Hartner-Seberich sostenendo che il condottiero fu obbligato a seguire questa strada dai conti Ludovico e Antonio Lodron, signori feudali della Valvestino. Difatti costoro erano dei vecchi esperti capitani di ventura, rotti ad ogni astuzia e malvagità, e ben conoscendo il comportamento dei soldati mercenari, sicuramente vollero risparmiare eventuali violenze o danni ai loro fidati vassalli Valvestinesi tutelando così anche i loro interessi.
Non è pure da scartare l'ipotesi che fossero stati invece gli stessi consoli Valvestinesi e di Magasa ad avanzare la richiesta ai Lodron di evitare il transito in Valle. Nelle ore si susseguivano concitatamente le divulgative allarmistiche della calata del nemico indirizzate a Pietro Mocenigo. Da Lavenone, una del Martinengo e da Bagolino, un'altra del capitano Giovanni Antonio da Valtrompia, ivi acquartierato con 1 000 fanti:
Sottoscritta: Servitor Baptista de Martinengo”...»
(Marin Sanudo - I Diarii 1496-1533, tomo 28)
Magnifice et clarissime Domine sempre observandissime. Hozi ad ore 15 io scrissi a V.M. del partire de le gente todesche, quale hanno fatto la via per Vale de Vestino, et come erano zente bellissima. I quali se misero in tre battaglioni, et per quello mi è sta riferto da uno mio amicissimo quale era a Lodrone averli numerati, esser numero 6000 et 13 bandiere. I quali hanno dimorato assai in ascendere fin a Boldono , ita che hozi a hore 20 non era ancora passati tutti, li quali habiamo visti ritrovandose a quello passo del Zovo [?], et faranno la via che hazo scritta a V.M. In questa sera, ad hore 23 l'è azonto 4 altre bandiere, le quali veniendo da Merano, li quali se existima che in questa notte debiano seguitar el viazo de li altri; li quali adonti mandorlo una stafeta al signor Zorzo da Castelalto, et ditti lanzinech che son hozi partiti havevano con loro 100 cavalli da collana [adibiti al tiro per l'artiglieria] et 4 cavalli da corda et barili 12 di polvere. In questa hora hazo rezevuta una lettera da missier Pietro da Longhena [era in servizio difensivo a Bergamo]; al quale hazo risposto secondo il bisogno et avisato in che termini sono le cose nostre, et quello il quale hazo adesso scritto a V.M. l'è vero et certo. Se altro mi occorrerà, quella da me del tutto sarà avisata; a la quale de continuo me ricomando. Ex Bagolino, die 16 novembrio 1526, ad hore 3 di notte. Sottoscritta: M.V. servitor Joannis Antonius de Valtrompia ”...»
(Marin Sanudo - I Diarii 1496-1533, tomo 28)
Ore dopo, nel cuore della notte, il provveditore di Salò, Giacomo Correr, informato dei primi movimenti dei lanzichenecchi attorno alla Rocca d'Anfo e rinforzato da un centinaio di cavalieri del conte Ercole Rangoni, chiedeva ordini sul da farsi a Pietro Mocenigo e al podestà di Brescia:
(Marin Sanudo - I Diarii 1496-1533, tomo 28)
Il Sanuto riporta pure quest'importante documento:
Post scripta. Scriveno, habbiano aviso da Vesten di Valsabia, di hore 18, a dì 18, come li inimici se levavano da li loci dove erano alzati et andavano alla volta de Guailo, dove possono pigliar il camino di Boara over da Bargi, et poi per la volta di Santo Vose calando zoso su la pianura, over transversar le vallade per andar a Milano”...»
(Marin Sanudo - I Diarii 1496-1533, tomo 28)

### La discesa nella Riviera del Garda attraverso la Val Sabbia
Il Frundsberg dopo essersi lasciato alle spalle Capovalle, saccheggiata e in fiamme, riprese il cammino. Superate le pendici del monte Manos e il passo del Cavallino della Fobbia ridiscese a Treviso Bresciano dove, presso il roccolo di San Gallo, stanco della lunga camminata e spossato dalla malattia, fu caricato a forza su una rustica lettiga sorretta da quattro suoi robusti “lanzi”.
Questa, come racconta il segretario Adam Reusner, per il notevole peso del trasportato, si spezzò in due e il condottiero rotolò miseramente a terra. A Treviso Bresciano i lanzichenecchi pernottarono: usarono la chiesa come stalla, ma prima di andarsene la depredarono e incendiarono alcune case. L'esercito, attraverso la Degagna, riprese l'inesorabile marcia verso Vobarno che, allo stesso modo degli altri villaggi, non fu risparmiato il saccheggio: la casa comunale fu data alle fiamme e alcuni mercenari addirittura fecero il bagno nelle botti di vino.
L'arrivo a Treviso Bresciano dei tedeschi viene così descritto da Marin Sanudo:
(Marin Sanudo - I Diarii 1496-1533, tomo 28)
Nel frattempo giunse a Salò, proveniente dal vicentino, anche il condottiero Camillo Orsini, dove, con Cesare Fregoso, era stato comandato in un primo momento per fronteggiare l'avanzata dei lanzichenecchi con 150 lance, 500 cavalli leggeri e 4 000 fanti. In questi luoghi, l'Orsini aveva meticolosamente controllato le difese di Vicenza, di Bassano del Grappa, Thiene, Breganze e di Asiago. Aveva pure ispezionato i valichi di montagna delle prealpi venete che davano nella pianura e discusso sulle possibilità di difesa del territorio veneziano.
Ma, come abbiamo visto, i nemici presero altre strade e allora anche l'Orsini si spostò nel Bresciano sulle tracce degli invasori. Da una sua lettera spedita il 17 novembre al capitano di Brescia, Pietro Mocenigo, apprendiamo la situazione di quei giorni nella Riviera:
(Marin Sanudo - I Diarii 1496-1533, tomo 28)
L'Orsini, al contrario della sua fama di valente guerriero, tenne in quei giorni una condotta militare molto dubbiosa. Dapprima accennò ad una debole resistenza a Gazzane di Roè Volciano (mentre per altri al passo della Corona a Vobarno presso l'attuale galleria della strada provinciale) ove i “lanzi” furono costretti a indietreggiare verso Vobarno poi, invece, di proseguire decisamente nel contrasto dei tedeschi, ripiegò a Padenghe sul Garda dove fu forzato a fermarsi per un'accidentale caduta da cavallo.
Il Frundsberg, vista respinta la sua avanguardia e preoccupato dei veneziani che stavano scendendo alle sue spalle da Nozza di Vestone, ripiegò a Sabbio Chiese ove, tra l'altro, la chiesa di San Michele fu profanata, salì sul monte Magno, scese a Sopraponte ed entrò a Gavardo, “il qual dì 18 era lo giorno de lunedì de sera, circa hori 21”, scrive il nobile Pandolfo Nassino, vicario della Quadra, fornendoci un'interessante visione: “… et erano capitanio primo lo signor Georgio di Frasburgo, qual era capitanio generale, una cum luy il conte Antonio de Lodrone, et havevano cum secho fanti et cavalli numero desdottomila pagati, et circa quattromila venturieri, et femini circa tremila, quali lozeteno cum dano dil vivere, et pocha roba tolsero in dicta terra de Gavardo […] Et notati che de Sabio veneteno ala ditta terra di Gavardo in circa una hora de tempo, et poi lo rete guardo (la retroguardia) azonzete a hori tre di notte, et lo giorno seguente se partereno de ditta terra de Gavardo, circa una hora de dì, vidilicet hori 16, et se voltoreno verso Castio terra mantuana, et passoreno per lo Campo longo et per Castreson (Castrezzone), lochi de Riviera, et feceno alto tre fiati (soste) perché li cavalli ligieri de continuo li seguitavano una cum li contadini, et ditti todeschi continui andavano in tre squadroni et serati, et passoreno fra Lonado et Desenzà, terri bressani et subditi ala signoria de Venetia, et anzonzeteno ad hori tre de notte a ditta terra de Castiò, et avevano circa vinticinque moschetti che tiravano circa mezza lire de balotte, et avevano circa dusento cavalli de artelaria, cioè de tirarla. Notati che alo alozar ali ditti terri sul trentino mansavano rave et corni (rape e cornetti) senza pane et vini la mazor parte. Guidi che condussero ditti todeschi de Gavardo a Castion foreno uno Fosti (Faustino) Silva; uno detto Mignocchino di Mignocchi, et uno Petro di Zerbotti ditto Petro Matto de Sopraponte quali a requisitione dil conte Antonio stasavano per guide, quali doy erano di Gavardo. Fo morto in Gavardo doy de ditta terra, et case doy brusati, una ala porta de mezo di, et una sul monte. Notati che foy informato per uno chiamato meser Thomas di Saracini, speciaro in ditta terra de Gavardo, homo praticho et ingenioso qual sempre stete in ditta terra senza strepito, et fo salvato la casa sua et roba per lo soprascritto conte Antonio”.
L'Orsini inviò truppe a Gavardo a sostegno del centinaio di cavalieri leggeri di Giovanni Naldi che furono battute lasciando sul terreno due morti e due feriti, ed esitò ad inseguire gli avversari per timore di lasciare sguarnita Salò. Restò pertanto inattivo fra Salò e Lonato, mentre i lanzichenecchi si allontanavano dal veneziano e pervenivano a Castiglione delle Stiviere. I vari combattimenti che si susseguirono da Gavardo a Calvagese della Riviera ce li racconta il capitano veneto Tommaso di Costanzo che con Bernardino da Roma, al comando di un centinaio di cavalieri, cercò invano di contrastare l'avanzata a 35 bandiere di “lanzi”: li tallonò sulla strada che porta a Castiglione delle Stiviere, li costrinse più volte a scontri rapidi e violenti privandoli per tutto il giorno del riposo, ma alla fine fu forzato a fermarsi a Calcinato ed a Lonato per la stanchezza dei suoi balestrieri a cavallo:
Messer Augustin carissimo. Voi sapete come dai doy zorni in qua me son levato da Cassano [d'Adda] per l'ordine del signor Provveditore et carissimo [Alvise] Pisani, et son venuto all'obedientia del clarissimo Pesaro a l'impeto di questi lanzichenecchi, li quali, come credo sapete, son passati per il monte di Bondo apresso il lago de Ider, et venuti al logo domandato li Cazi, et da Sabio butano el ponte in sul Thies e la montagna de Magno, vano a Gavardo dove io la seconda notte li alzai apresso a un miglio a un loco chiamato Chatroise, ad effetto per veder che camino haveamo a pigliar. Veneni poi in su la mezza notte ordene che mi dovesse levar perché dubitavano de mi per esser tropo propinquo al inimico, et veni alozar a Predegi. Heri mattina poi, per ordine del signor Proveditor, tutti li cavalli leggieri et parte de li homeni d'arme alla ligiera andassemo ad incontrar li inimici che erano levati da Gavardo, et li trovassemo a Calvazise, li quali ordinatamente venivano in 8 bataglie, l'una di bagalia [adibita al trasporto del vettovagliamento] et l'atra da fazion [delle attrezzature da lavoro], l'una antiguardia, l'altra retroguardia, con bandere [compagnie] 35, salvo il vero, per quanto si potea numerar. Con una grossa schiopettaria da heri mattina in fina un'ora de notte continuamente fantaria et cavalli scaramuzazzemo cum loro, tenendoli sempre stretti et fazzendoli tenir la briglia in mano. Et ve dico ben il mio parer, se li fusse stato 400, o 500 archibusieri, la sua retroguardia heri sera in sul tardi se rompea et fracassava; ma a dir el vero, poco numero non po far fazende assai. Dove poi fatto questo, scavazarono [oltrepassarono] questi montaselli fra Lunato et Padagi et andarono alla volta de Castion da le Stiviere, et lo signor Pexaro et messer Bernardo da Roma et io li seguitassemo fin hore 4 in 5 di notte, et ancora non li possesemo veder affermati in li alozamenti. Et perché le compagnie erano strache et afflitte per esser stati el giorno et la notte inanzi in arme, et poi tutto heri scaramuzar [combattere] dalla mattina alla sera, fu de necessità tornarsene, io con tutte tre le compagnie ad alozar a Calzinado et a Lonado, dove anchor qui siamo: penso stanotte overo damattina se aleveremo. Vi ho ditto quanto è seguito fin a questa notte passata, aziò che sapiate ancor voi li successi de la banda di qua, et anche ne possiate partecipar con li amici et patroni miei, et maxime con il clarissimo Travisano, Miani, Morexini, Moro et a chi altri parerà a voi, fazendome ben ridomandato. A sue signorie non li scrivo perché non ho tempo, fatte la excusation mia. Scriverete fin a Castelfranco della mia salute, et ancor di novo come qui de sopra, a voi me offerisco. Data in Calzinà a dì 20 novembre 1526. Thomaso de Costanzo etc.” ...»
(Marin Sanudo - I Diarii 1496-1533, tomo 28)

### I lanzichenecchi dilagano nella pianura Padana diretti nel mantovano e a Roma

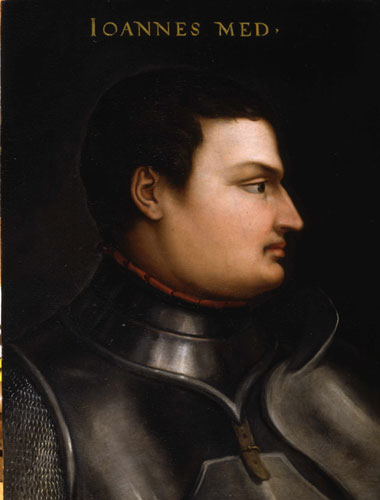
Cristofano dell'Altissimo, Ritratto di Giovanni delle Bande Nere, Firenze, Galleria degli Uffizi

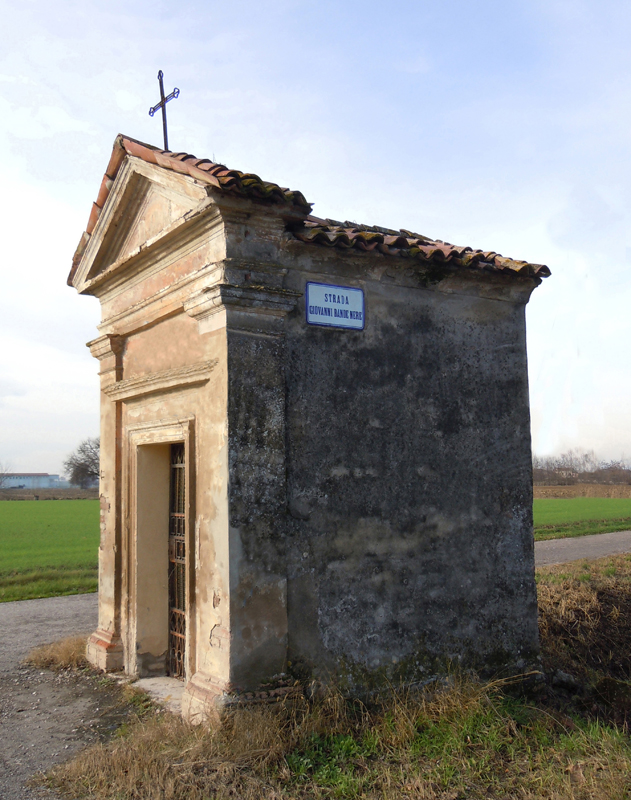
Governolo, luogo della battaglia del 1526. Edicola di S. Antonio Abate e, sulla lapide, strada Giovanni delle Bande Nere.

I lanzichenecchi scesero nel mantovano con l'intenzione di varcare il Po. L'esercito della Lega Santa era impegnato in complicate manovre sul fiume Adda mentre nei pressi di Mantova era accampato, con un manipolo di cavalleggeri e archibugieri, Giovanni delle Bande Nere” (Forlì, 1498-Mantova, 1526), che combatteva al soldo di Papa Clemente VII (Giulio de' Medici), suo parente, mandato in avanscoperta dal Della Rovere, che lo seguiva a distanza con il grosso delle truppe.
Non potendo affrontare gli imperiali in campo aperto, per l'inferiorità numerica delle forze di cui disponeva, Giovanni delle Bande Nere tentò di ritardarne la marcia facendo tagliare il ponte di barche sul Po a Borgoforte e molestandoli con rapide azioni di guerriglia, che prendevano di mira i carri delle vettovaglie. Francesco Maria I della Rovere, comandante supremo dell'esercito confidava nelle capacità belliche di Giovanni, tanto è vero che, dopo la sua morte, disse sarcasticamente: “Da questo momento il Papa deve cominciare a preoccuparsi”.
Federico Gonzaga, marchese di Mantova, era capitano generale dell'esercito dello Stato Pontificio, ma, come si diceva allora, non aveva mai comandato un'unità di fanteria. Costui era preoccupato delle sorti della guerra, perché, prevedendo la vittoria degli imperiali, non voleva inimicarsi Carlo V. Non ostacolò in nessuna maniera il passaggio dei lanzichenecchi sul suo territorio anzi, il 22 novembre, aprì al Frundsberg le porte del recinto fortificato, detto il "serraglio dei Gonzaga", e le chiuse in faccia ai mercenari di Giovanni delle Bande Nere.
Deciso a stanare il Frundsberg ad ogni costo, Giovanni riuscì ad avvistarlo il 24 novembre verso sera, dopo una notte e un giorno di inseguimenti, appostamenti e improvvisi cambiamenti di strategia. Il Frundsberg, che intendeva attraversare il Mincio a Governolo e puntare su Ostiglia, dove era possibile passare, su un ponte di barche, dall'altra parte del Po, aveva fatto disporre tra i ruderi di una vecchia fornace i falconetti (cannoncini) appena giunti da Ferrara.
Il 25 a Governolo i due capitani, i migliori per capacità del loro tempo, dicono le cronache, si guardarono finalmente negli occhi. Quando il Frundsberg, secondo le regole della guerra allora vigenti, ricevette il saluto di Giovanni delle Bande Nere, rispose al saluto, ma poi si accasciò come per un mancamento. Il capo dei lanzichenecchi era anziano e malato, tanto è vero che, di lì a poco, abbandonerà il campo di battaglia. I combattimenti iniziarono subito, e proseguirono violentemente.
I tedeschi resistettero a ben otto assalti delle Bande del Medici, ma il peso che squilibrerà la bilancia saranno i tre citati falconetti inviati loro dal duca di Ferrara Alfonso I d'Este, che aveva definitivamente tradito la causa francese: sarà il colpo sparato da uno di questi che ferirà gravemente a una coscia Giovanni dalle Bande Nere all'imbrunire del 25 novembre 1526.
Giovanni fu portato a Mantova nel palazzo di Luigi Gonzaga, suo amico e compagno d'armi. Amputato l'arto per un pericolo di gangrena, morirà, tra atroci sofferenze, nella notte tra il 29 e il 30 novembre. Il giorno 27 novembre i lanzichenecchi passarono il Po ricongiungendosi a Fiorenzuola d'Arda con gli spagnoli provenienti dal ducato di Milano puntando decisi verso Roma: 30 000 uomini fra fanti e cavalli.
Mentre il Frundsberg rimaneva a Ferrara colpito da infarto e il conte Antonio Lodron decedeva a causa di un'ulcera al collo a Cotignola in Romagna, strada facendo le schiere dei lanzichenecchi si ingrossarono di vagabondi, di briganti e di disertori. Da questo momento il Frundsberg non fu più in grado di seguire le operazioni e i medici estensi, per guarirlo, ricorsero ad un metodo per lo meno strano: gli fecero fare un bagno d'olio nel quale era stata messa a bollire una volpe!
Nessuno si preoccupò di fermare la soldatesca in arrivo e Clemente VII, con duemila prelati, si rifugiò in Castel Sant'Angelo allorché ai primi di maggio dell'anno 1527 i lanzichenecchi arrivarono sotto la città di Roma guidati da Carlo III di Borbone-Montpensier.
Per tre giorni Roma subì un tremendo saccheggio, che suscitò lo sdegno di tutti i monarchi europei. La violenza gratuita dei lanzichenecchi fece considerare una nullità i Goti del 410 e i Vandali del 455 d.C.: S. Pietro trasformata in stalla, preti venduti all'asta o mutilati del naso, suore trascinate nei lupanari, un prete ucciso per essersi rifiutato di fare la comunione a un asino bardato con paramenti vescovili. Si racconta di padri che arrivarono ad uccidere le proprie figlie per sottrarle allo stupro. Roma capitolò il 5 giugno e la resa suggellata tra Filiberto di Chalon e Clemente VII fu controfirmata da 13 cardinali e da molti capitani imperiali, tra i quali il conte Ludovico Lodron, “signore della Val Vestino”.
Il Frundsberg condotto in lettiga a Lecco, rientrò in Germania dall'Italia nell'agosto del 1528, con al seguito molti fanti e cavalieri. Morirà nel suo castello di Mindelheim il 20 agosto, otto giorni dopo il suo arrivo. Fu sepolto nel suo castello e nella stessa tomba sarà tumulato nel 1536 il figlio Gaspare, mentre il figlio Melchiorre, morto anch'egli nello stesso anno, fu sepolto a Roma nella chiesa di Santa Maria dell'Anima.

## Discendenza

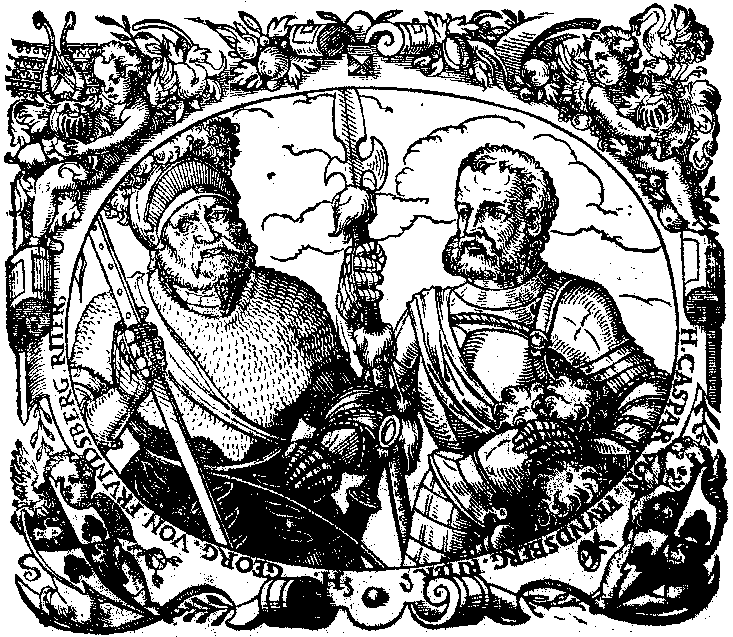
Georg e Kaspar von Frundsberg

Si sposò in prime nozze, nel 1500, con Caterina von Schrofenstein († 24 febbraio 1518) dalla quale nacquero:
- Gaspare (1501-1536),[15] condottiero, seguì il padre in alcune imprese militari;
- Melchiorre
- Baldassarre
- Caterina, sposò Giovanni di Degenberg
- Anna (3 gennaio 1553 o 1554), sposò Volfango Maxelrainer
- Barbara, morta giovane.

Sposò in seconde nozze Anna Lodron († 12 novembre 1556), figlia del conte Parisotto Lodron, alto esponente di quella casata trentina, dalla quale nacquero:
- Giovanni
- Corrado
- Filippo
- Siguna (1522-?), sposò Giovanni Erasmo di Fenningen.